# Lijst van historische kerken in Oost-Friesland

Oost-Friesland

Deze lijst van historische kerken in Oost-Friesland bevat de kerken in Oost-Friesland, meer in het bijzonder de kerken in de Landkreisen Aurich, Leer en Wittmund alsmede de kreisfreie stad Emden. Opgenomen zijn de kerken die gebouwd zijn voor 1933.
Veel van de opgenomen kerken hebben een oudere voorganger gehad. Deze oudere kerken verdwenen als gevolg van sloop wegens bouwvalligheid, (in de oudste tijden werden houten kerken vervangen door stenen kerken), dan wel gingen zij ten onder door oorlogs- of natuurgeweld. Dat lot trof in de twintigste eeuw ook vrijwel alle synagoges. Enkel de synagoge in Dornum bleef gespaard.

## Geschiedenis
Oost-Friesland is tegenwoordig een grotendeels protestantse streek. Het westelijke deel, de (Krummhörn, Emden, Reiderland, Moormerland en Leer) is overwegend hervormd, de rest is overwegend luthers. Daarnaast zijn er vijf gereformeerde gemeentes in het westen van de landstreek en meerdere vrije gemeenten, met name Baptisten en Mennonieten.
Voor de Reformatie maakte het westelijke deel van Oost-Friesland deel uit van het middeleeuwse bisdom Münster. Samen met de Groningse Ommelanden vormde dit deel het Aartsdiakonaat Frisia, dat werd onderverdeeld in proosdijen. Het oostelijke deel, grotendeels overeenkomend met het Landkreis Wittmund en een deel van het Landkreis Aurich, maakte deel uit van het toenmalige aartsbisdom Bremen.
Na de Reformatie was er lange tijd geen ruimte voor de katholieke kerk. Pas in 1776 werd de eerste nieuwe katholieke kerk gebouwd. De katholieke kerk kende een duidelijke groei na de Tweede Wereldoorlog toen nogal wat Heimatvertriebene uit de voormalige Duitse gebieden in Oost-Europa hier terechtkwamen.

## Materiaal
De eerste kerken in Oost-Friesland waren van hout. Vanaf halverwege de twaalfde eeuw werden stenen kerken gebouwd. In het oosten van Oost-Friesland, het deel dat tot Bremen hoorde, werden de oudste stenen kerken van graniet gebouwd, de kerk van Marx is een goed bewaard voorbeeld. In het westelijk deel werden de eerste kerken van tufsteen gebouwd. De kerk van Arle is een van de weinige die bewaard zijn gebleven.
De grote meerderheid is echter in baksteen gebouwd. De introductie van baksteen was relatief laat, vanaf de dertiende eeuw. Net als in Noord-Nederland waren het de kloosters die een grote rol speelden in de herintroductie van de baksteen.

## Architectuur
De oudste kerken zijn vaak eenvoudige zaalkerken in romaanse stijl. De kerken kenmerken zich door kleine rondboogvensters en een veelal inspringende apsis. Afhankelijk van de mogelijkheden van de steensoort worden versieringen aangebracht.
Typerend voor Oost-Friesland is de romanogotiek, hier ook wel "Frühgotik" genoemd, een overgangsstijl tussen romaans en gotiek die het deelt met het aangrenzende Groningerland. Een fraai voorbeeld is de kerk van Grimersum.

## Kerken
| Plaats               | Naam                           | Afbeelding | Stichtingsjaar        | Geloofsrichting | Opmerkingen |
| -------------------- | ------------------------------ | ---------- | --------------------- | --------------- | --- |
| Amdorf               | Kerk van Amdorf                |            | 1769                  | Luthers         | Vervanging voor eerdere romaanse voorganger, orgel van Heinrich Wilhelm Eckmann (1773)                                                                                         |
| Ardorf               | Kerk van Ardorf                |            | Eerste helft 13e eeuw | Luthers         | Deels graniet en tufsteen, preekstoel uit de Sint-Liudgerkerk (Norden) |
| Arle                 | Bonifatiuskerk                 |            | Omstreeks 1200        | Luthers         | Tufsteen, granieten fundament, doopvont uit 13e eeuw, orgel van Hinrich Just Müller en Johann Gottfried Rohlfs (1799)                                                          |
| Asel                 | Sint-Dionysiuskerk             |            | Omstreeks 1200        | Luthers         | Graniet |
| Aurich               | Lambertikerk                   |            | 1833–1835             | Luthers         | Classicistiche opvolger van middeleeuwse voorganger, orgel van Jürgen Ahrend (1960/1961)                                                                                       |
| Aurich               | Sint-Ludgeruskerk              |            | 1849                  | Rooms-katholiek | Neoromaans |
| Aurich               | Methodistenkerk                |            | 1878                  | Methodisme      | |
| Aurich               | Hervormde kerk                 |            | 1812–1814             | Hervormd        | |
| Aurich-Oldendorf     | Sint-Petruskerk                |            | Begin 14e eeuw        | Luthers         | Doopvont uit de 13e eeuw |
| Backemoor            | Kerk van Backemoor             |            | 13e eeuw              | Luthers         | Orgel van Johann Friedrich Wenthin (1783) |
| Bagband              | Kerk van Bagband               |            | Omstreeks 1250        | Luthers         | Doopvont uit de 13e eeuw, orgel van Heinrich Wilhelm Eckmann |
| Baltrum              | Alte Inselkirche               |            | 1826                  | Luthers         | |
| Baltrum              | Inselkirche Baltrum            |            | 1929/1930             | Luthers         | |
| Bangstede            | Kerk van Bangstede             |            | Eind 13e eeuw         | Luthers         | Orgel van Johann Gottfried Rohlfs (1794–1795) |
| Bargebur             | Kerk van Bargebur              |            | 1684                  | Hervormd        | Gebouwd ondanks fel verzet van lutherse gemeenschap |
| Bedekaspel           | Kerk van Bedekaspel            |            | 1728                  | Hervormd        | Preekstoel uit 1653 vermoedelijk uit oudere voorganger |
| Berdum               | Maria-Magdalenakerk            |            | 1801                  | Luthers         | Houtsnijwerk uit 1650, van Jacob Kröpelin?, waarschijnlijk uit eerdere kerk |
| Bingum               | Matteuskerk                    |            | Begin 13e eeuw        | Luthers         | Doopvont uit 14e eeuw |
| Blersum              | Kerk van Blersum               |            | Omstreeks 1250–1270   | Luthers         | Onderste deel graniet, boven baksteen, doopvont uit 12e eeuw |
| Blomberg             | Kerk van Blomberg              |            | 1870                  | Luthers         | |
| Böhmerwold           | Kerk van Böhmerwold            |            | 1703                  | Hervormd        | Orgel (1828) van Johann Gottfried Rohlfs |
| Borkum               | Christuskerk                   |            | 1899                  | Luthers         | |
| Borkum               | Maria Sterre der Zee           |            | 1880−1882             | Rooms-katholiek | |
| Borkum               | Hervormde kerk                 |            | 1896/1897             | Hervormd        | Jugendstil |
| Borssum              | Hervormde kerk                 |            | 1912/1913             | Hervormd        | Jugendstil |
| Borssum              | Sint-Nicolaaskerk              |            | 13e eeuw              | Hervormd        | Grafkelder voor lokale hoofdelingenfamilie |
| Breinermoor          | Sebastiaan- en Vincentiuskerk  |            | 1784                  | Luthers         | |
| Bunde                | Kerk van Bunde                 |            | 13e eeuw              | Hervormd        | In 1280 uitgebouwd tot kruiskerk, toren uit 1840 |
| Burhafe              | Sint-Floriaankerk              |            | 1821                  | Luthers         | Houten klokkenstoel uit 15e eeuw |
| Buttforde            | Sint-Mariakerk                 |            | Omstreeks 1220–1240   | Luthers         | Graniet, orgel van Joachim Richborn (1681) |
| Campen               | Gereformeerde kerk             |            | 1905                  | Gereformeerd    | |
| Campen               | Hervormde kerk                 |            | 13e eeuw              | Hervormd        | Kerkklok uit 1295 |
| Canhusen             | Kerk van Canhusen              |            | 1789                  | Hervormd        | Klok (1501) uit het Klooster Sielmönken |
| Canum                | Kerk van Canum                 |            | 13e eeuw              | Hervormd        | |
| Carolinensiel        | Kerk van Carolinensiel         |            | 1776                  | Luthers         | |
| Cirkwehrum           | Kerk van Cirkwehrum            |            | 1751                  | Hervormd        | |
| Collinghorst         | Drievuldigheidskerk            |            | 13e eeuw              | Luthers         | |
| Critzum              | Kerk van Critzum               |            | 13e eeuw              | Hervormd        | |
| Detern               | Stefanus- en Bartholomeuskerk  |            | 1806                  | Luthers         | Klok (13e eeuw) en doopvont (14e eeuw) uit voorganger |
| Ditzum               | Kerk van Ditzum                |            | 13e eeuw              | Hervormd        | |
| Ditzumerverlaat      | Kerk van Ditzumerverlaat       |            | 1896                  | Hervormd        | |
| Ditzumerverlaat      | Baptistenkapel Ditzumerverlaat |            | 1899                  | Baptisme        | |
| Dornum               | Sint-Bartholomeuskerk          |            | Omstreeks 1270–1290   | Luthers         | Orgel van Gerhard von Holy (1710/1711) |
| Driever              | Herormde kerk                  |            | 1875                  | Hervormd        | Toren uit 1696 van voorganger |
| Dunum                | Kerk van Dunum                 |            | Omstreeks 1200–1220   | Luthers         | Doopvont uit 13e eeuw |
| Eggelingen           | Kerk van Eggelingen            |            | 14e eeuw              | Luthers         | |
| Eilsum               | Kerk van Eilsum                |            | Omstreeks 1240–1250   | Hervormd        | |
| Emden                | Grote Kerk                     |            | 13e–15e eeuw          | Hervormd        | Tegenwoordig in gebruik als Johannes-a-Lascobibliotheek |
| Emden                | Nieuwe Kerk                    |            | 1643–1648             | Hervormd        | |
| Engerhafe            | Johannes de Doperkerk          |            | Omstreeks 1260–1290   | Luthers         | Een van de zeven oorspronkelijke Seendkerken in Brookmerland |
| Esens                | Sint-Magnuskerk                |            | 1854                  | Luthers         | Orgel van Arnold Rohlfs (1848–1860) |
| Esklum               | Kerk van Esklum                |            | 13e eeuw              | Hervormd        | Houten voorganger aangetoond |
| Etzel                | Sint-Martinuskerk              |            | Omstreeks 1230        | Luthers         | Deels graniet |
| Filsum               | Sint-Pauluskerk                |            | Omstreeks 1250        | Luthers         | |
| Firrel               | Andreaskerk                    |            | 1906/1907             | Luthers         | |
| Firrel               | Baptistenkapel Firrel          |            | 1936                  | Baptisme        | Vervanging van eerdere kapel uit 1896 |
| Flachsmeer           | Sint-Bernhardkerk              |            | 1860/1861             | Katholiek       | |
| Forlitz-Blaukirchen  | Kerk van Forlitz-Blaukirchen   |            | 1848                  | Luthers         | |
| Freepsum             | Kerk van Freepsum              |            | Midden 13e eeuw       | Hervormd        | |
| Fulkum               | Maria-Magdalenakerk            |            | 1862                  | Luthers         | Vervanging van kerk uit de 13e eeuw, doopvont uit 12e eeuw, klokkentoren uit de 13e eeuw                                                                                       |
| Funnix               | Sint-Floriaankerk              |            | Omstreeks 1330–1400   | Luthers         | Orgel van Johann Friedrich Constabel en Hinrich Just Müller (1760–1762) |
| Gandersum            | Kerk van Gandersum             |            | 14e eeuw              | Hervormd        | |
| Greetsiel            | Kerk van Greetsiel             |            | Omstreeks 1380–1410   | Hervormd        | |
| Grimersum            | Kerk van Grimersum             |            | Tweede helft 13e eeuw | Hervormd        | Romanogotische zaalkerk met losstaande klokkentoren |
| Groothusen           | Sint-Petruskerk                |            | 15e eeuw              | Hervormd        | Orgel van Johann Friedrich Wenthin (1798–1801) |
| Groß Midlum          | Kerk van Groß Midlum           |            | Omstreeks 1250        | Hervormd        | Romanogotische kerk,apsis toegevoegd in 17e eeuw |
| Großwolde            | Hervormde kerk van Großwolde   |            | Omstreeks 1250–1350   | Hervormd        | Deels gebouwd met materiaal eerdere kerk, doopvont van Bentheimer zandsteen uit circa 1250                                                                                     |
| Grotegaste           | Kerk van Grotegaste            |            | 1819                  | Hervormd        | Klokken uit 1352 en 1364 |
| Hage                 | Sint-Ansgarkerk                |            | Begin 13e eeuw        | Luthers         | Apsis rechthoekig uitgebouwd en toren aangebouwd in 15e eeuw |
| Hatshausen           | Maria-Magdalenakerk            |            | 1783                  | Luthers         | Gemeenschappelijke kerk met Ayenwolde, grens tussen beide dorpen loopt dwars door de kerk                                                                                      |
| Hatzum               | Sint-Sebastiaankerk            |            | Eind 13e eeuw         | Hervormd        | Oorspronkelijk een kruiskerk, armen in 17e eeuw afgebroken |
| Hesel                | Ludgerikerk                    |            | 1742                  | Luthers         | Hergebruik stenen voorganger |
| Hinte                | Kerk van Hinte                 |            | Eind 15e eeuw         | Hervormd        | Laatgotiek, klokkentoren uit 13e eeuw |
| Hollen               | Christuskerk                   |            | 1896                  | Luthers         | Neogotische opvolger van oudere kerk |
| Holtgaste            | Liudgerikerk                   |            | Eerste helft 13e eeuw | Luthers         | In losstaande klokkentoren een van de oudste klokken van Oost-Friesland gedateerd voor 1300, het koor rond 1290 toegevoegd                                                     |
| Holthusen            | Kerk van Holthusen             |            | 1882                  | Hervormd        | |
| Holtland             | Mariakerk                      |            | 13e eeuw              | Luthers         | Orgel van Johann Gottfried Rohlfs 1810–1813 |
| Holtrop              | Sint-Joriskerk                 |            | Midden 13e eeuw       | Luthers         | Orgel van Hinrich Just Müller (1772) |
| Horsten              | Sint-Mauritiuskerk             |            | Midden 13e eeuw       | Luthers         | Baksteen op sokkel van graniet, preekstoel van Jacob Kröpelin (1655), orgel van Samuel Schröder (1731–1733)                                                                    |
| Ihren                | Baptistenkapel Ihren           |            | 1854                  | Baptisme        | Oudste Baptistenkerk in Oost-Friesland |
| Ihrenerfeld          | Kerk van Ihrenerfeld           |            | 1907/1908             | Hervormd        | |
| Ihrhove              | Kerk van Ihrhove               |            | Tweede helft 13e eeuw | Hervormd        | Doopvont van Bentheimer zandsteen uit 16e eeuw |
| Jarßum               | Kerk van Jarßum                |            | 1797                  | Hervormd        | Opvolger van kerk uit circa 1300 |
| Jemgum               | Hervormde kerk                 |            | 14e eeuw              | Hervormd        | Oorspronkelijk een kapel van de Johanniterorde |
| Jennelt              | Kerk van Jennelt               |            | Tweede helft 13e eeuw | Hervormd        | Sarkofaag van Dodo zu Innhausen und Knyphausen, orgel (1738) van Johann Friedrich Constabel                                                                                    |
| Jennelt              | Baptistenkapel Jennelt         |            | Omstreeks 1900        | Baptisme        | Oorspronkelijk een paardenstal, in 1900 als kerk gewijd |
| Jheringsfehn         | Kerk van Jheringsfehn          |            | 1864                  | Luthers         | Staat op de grens tussen Jheringsfehn en Boekzetelerfehn |
| Juist                | Zu den heiligen Schutzengeln   |            | 1909–1910             | Katholiek       | |
| Kirchborgum          | Kerk van Kirchborgum           |            | 1827                  | Hervormd        | |
| Landschaftspolder    | Kerk van Landschaftspolder     |            | 1768                  | Hervormd        | |
| Langeoog             | Inselkirche                    |            | 1888–1890             | Luthers         | |
| Langholt             | Kerk van Langholt              |            | 1901                  | Luthers         | |
| Larrelt              | Kerk van Larrelt               |            | 15e eeuw              | Hervormd        | Toren omstreeks 1300, timpaan uit ongeveer 1200 uit oudere voorganger, orgel van Johannes Millensis (1618/1619)                                                                |
| Leer                 | Christuskerk                   |            | 1901                  | Luthers         | |
| Leer                 | Grote Kerk                     |            | 1785–1787             | Hervormd        | |
| Leer                 | Doopsgezinde kerk van Leer     |            | 1825                  | Doopsgezind     | |
| Leer                 | Sint-Michaëlkerk               |            | 1776                  | Katholiek       | Eerste nieuwe katholieke kerk in Oost-Friesland na de Reformatie |
| Leer                 | Lutherkerk                     |            | 1675                  | Luthers         | Na uitbouw in 1738 en 1883 kerkplattegrond in Grieks kruis |
| Leerhafe             | Cecilia- en Margarethakerk     |            | 15e eeuw              | Luthers         | Graniet van voorganger hergebruikt, drie eerdere houten kerken aangetoond |
| Loga                 | Vredeskerk                     |            | 1891                  | Luthers         | |
| Loga                 | Hervormde kerk                 |            | 13e eeuw              | Hervormd        | |
| Logabirum            | Kerk van Logabirum             |            | 14e eeuw              | Luthers         | |
| Logumer Vorwerk      | Kerk van Logumer Vorwerk       |            | 1884                  | Hervormd        | Na de ondergang van Logum werd deze kerk gebouwd, de klok (1495) en preekstoel stammen uit de oude kerk                                                                        |
| Loppersum            | Kerk van Loppersum             |            | 1866                  | Hervormd        | Vervanging van kerk uit 14e eeuw, de oude toren behouden, daarin klokken uit 1411 en 1454                                                                                      |
| Loquard              | Kerk van Loquard               |            | Tweede helft 13e eeuw | Hervormd        | Doopvont uit 13e eeuw |
| Manslagt             | Kerk van Manslagt              |            | Omstreeks 1400        | Hervormd        | Doopvont uit de vroege 13e eeuw, orgel van Hinrich Just Müller (1776–1778) |
| Marcardsmoor         | Kruiskerk van Marcardsmoor     |            | 1907                  | Luthers         | |
| Marienchor           | Mariakerk                      |            | 1668                  | Hervormd        | Waarschijnlijk vervanging van oudere kerk gezien de klok uit 1479 |
| Marienhafe           | Mariakerk                      |            | Omstreeks 1250–1270   | Luthers         | Een van de zeven seendkerken van Brookmerland, doopvont uit begin 13e eeuw orgel van Gerhard von Holy (1710–1713)                                                              |
| Marx                 | Sint-Marcuskerk                |            | Omstreeks 1200        | Luthers         | |
| Middels              | Kerk van Middels               |            | Omstreeks 1200        | Luthers         | Graniet, doopvont uit de 13e eeuw, orgel van Hinrich Just Müller (1784–1786)                                                                                                   |
| Midlum               | Kerk van Midlum                |            | 13e eeuw              | Hervormd        | Losstaande toren van voor 1300 geldt als de meest scheefstaande toren ter wereld                                                                                               |
| Mitling-Mark         | Kerk van Mitling-Mark          |            | 13e eeuw              | Hervormd        | Doopvont uit circa 1200 |
| Mittegroßefehn       | Kerk van Mittegroßefehn        |            | 1857                  | Luthers         | |
| Möhlenwarf           | Kerk van Möhlenwarf            |            | 1909                  | Hervormd        | |
| Moordorf             | Martin Lutherkerk              |            | 1893                  | Luthers         | |
| Moorhusen            | Baptistenkapel (Moorhusen)     |            | 1900                  | Baptisme        | |
| Münkeboe             | Kerk van Münkeboe              |            | 1900                  | Luthers         | |
| Neermoor             | Gereformeerde kerk             |            | 1865                  | Gereformeerd    | Oudste gereformeerde kerk in Oost-Friesland |
| Neermoor             | Hervormde kerk (Neermoor)      |            | 1797                  | Hervormd        | |
| Nendorp              | Kerk van Nendorp               |            | 1820                  | Hervormd        | |
| Nesse                | Mariakerk                      |            | Omstreeks 1200        | Luthers         | Tufsteen, doopvont uit de 13e eeuw |
| Neuburg              | Kerk van Neuburg               |            | 1779                  | Luthers         | |
| Neuschoo             | Bethlehemkerk                  |            | 1869                  | Methodisme      | |
| Norden               | Baptistenkerk                  |            | 1900                  | Baptisme        | |
| Norden               | Sint-Liudgerkerk               |            | Omstreeks 1230–1250   | Luthers         | Grootste kerk van Oost-Friesland, orgel van Arp Schnitger (1686–1693) |
| Norden               | Sint-Ludgeruskerk              |            | 1885                  | Katholiek       | |
| Norden               | Doopsgezinde kerk              |            | 1662                  | Doopsgezind     | |
| Norderney            | Evangelische kerk              |            | 1879                  | Luthers         | Als vervanger van houten voorganger uit 1518 |
| Norderney            | Sint-Ludgeruskerk              |            | 1883                  | Katholiek       | |
| Norderney            | Stella Maris                   |            | 1931                  | Katholiek       | Ontwerp van Dominikus Böhm in de stijl van de nieuwe zakelijkheid |
| Nortmoor             | Sint-Joriskerk                 |            | 1751                  | Luthers         | Orgel (1773–1775) van Hinrich Just Müller |
| Nüttermoor           | Sint-Petruskerk                |            | Omstreeks 1300        | Hervormd        | |
| Ochtelbur            | Kerk van Ochtelbur             |            | 13e eeuw              | Luthers         | Doopvont uit de 13e eeuw |
| Ockenhausen          | Kerk van Ockenhausen           |            | Omstreeks 1897        | Luthers         | |
| Oldendorp            | Kerk van Oldendorp             |            | Begin 14e eeuw        | Hervormd        | |
| Oldersum             | Kerk van Oldersum              |            | 1921/1922             | Hervormd        | Opvolger van vijftiende-eeuwse kerk die in 1916 na brand wegens bouwvalligheid werd afgebroken                                                                                 |
| Osteel               | Warnfriedkerk                  |            | Omstreeks 1260–1270   | Luthers         | Een van de zeven oorspronkelijke Seendkerken in Brookmerland, orgel van Edo Evers uit 1619                                                                                     |
| Ostgroßefehn         | Kerk van Ostgroßefehn          |            | 1894/1895             | Luthers         | |
| Ostrhauderfehn       | Petruskerk                     |            | 1896                  | Luthers         | |
| Petkum               | Sint-Antoniuskerk              |            | 13e eeuw              | Luthers         | Doopvont uit de 13e eeuw |
| Pewsum               | Nicolaaskerk                   |            | 15e eeuw              | Luthers         | |
| Pilsum               | Kruiskerk                      |            | Eind 13e eeuw         | Hervormd        | Vieringtoren, bronzen doopvont uit 1472, orgel van Valentin Ulrich Grotian (1694)                                                                                              |
| Plaggenburg          | Andreaskerk                    |            | 1904                  | Luthers         | |
| Pogum                | Kerk van Pogum                 |            | 1776                  | Luthers         | Op ouder fundament, orgel van Johann Adam Berner (1758–1759) |
| Potshausen           | Sint-Martinuskerk              |            | 1865                  | Luthers         | In 1409 werden kerk en dorp door Focko Ukena in de as gelegd, Piëta (rond 1500), retabel uit 1647                                                                              |
| Reepsholt            | Sint-Mauritiuskerk             |            | 13e eeuw              | Luthers         | Orgel van Johann Friedrich Wenthin (1788/1789) |
| Remels               | Sint-Martinuskerk              |            | Begin 13e eeuw        | Luthers         | Deels graniet en tufsteen, toren uit 1897–1898 |
| Resterhafe           | Sint-Mattheuskerk              |            | Eind 13e eeuw         | Luthers         | Granieten fundament |
| Rhaude               | Kerk van Rhaude                |            | 14e eeuw              | Luthers         | |
| Riepe                | Kerk van Riepe                 |            | 1554                  | Luthers         | |
| Roggenstede          | Kerk van Roggenstede           |            | Midden 13e eeuw       | Luthers         | Preekstoel uit 15e eeuw, het altaar uit de 16e eeuw stond eerder in de kerk van Dornum                                                                                         |
| Rorichum             | Nicolaaskerk                   |            | 14e eeuw              | Hervormd        | Toren duidelijk ouder dan de kerk, waarschijnlijk van voorganger |
| Rysum                | Kerk van Rysum                 |            | 15e eeuw              | Hervormd        | Orgel uit 1457, toren vernieuwd in 1585 |
| Sankt Georgiwold     | Kerk van St. Georgiwold        |            | 1689                  | Hervormd        | |
| Siegelsum            | Kerk van Siegelsum             |            | 1822                  | Luthers         | Orgel uit 1842–1845 van Arnold Rohlfs |
| Simonswolde          | Kerk van Simonswolde           |            | Eind 13e eeuw         | Hervormd        | Orgel van Hinrich Just Müller (1777) |
| Spiekeroog           | Alte Inselkirche               |            | 1696                  | Luthers         | Oudste kerk op Oost-Friese eilanden |
| Stapelmoor           | Kerk van Stapelmoor            |            | Begin 13e eeuw        | Hervormd        | Kruiskerk in de vorm van een grieks kruis, doopvont uit de 13e eeuw, orgel van Bartelt Immer                                                                                   |
| Stedesdorf           | Sint-Aegidiuskerk              |            | Omstreeks 1150        | Luthers         | Tufsteen, een van de oudste parochiekerken in het voormalige bisdom Bremen, geldt als oudste bewaard gebleven kerk in Oost-Friesland. Orgel van Valentin Ulrich Grotian (1696) |
| Steenfelde           | Kerk van Steenfelde            |            | 14e/15e eeuw          | Luthers         | In 1429 ingestort en opnieuw opgebouwd |
| Strackholt           | Barbarakerk                    |            | Omstreeks 1240        | Luthers         | Kruiskerk, in 1853 ingrijpend verbouwd, orgel van Gerhard Janssen Schmid (1798–1799)                                                                                           |
| Suurhusen            | Hervormde kerk van Suurhusen   |            | 13e eeuw              | Hervormd        | Toren in Guinnessboek als scheefste in de wereld |
| Tergast              | Kerk van Tergast               |            | 13e eeuw              | Hervormd        | Oudere kerk aangetoond |
| Thunum               | Sint-Mariakerk                 |            | 1842                  | Luthers         | Klokkentoren uit 1600 |
| Timmel               | Petrus en Pauluskerk           |            | 1736                  | Luthers         | Toren uit 1850 |
| Twixlum              | Kerk van Twixlum               |            | 15e eeuw              | Hervormd        | Toren uit 1400, kerk zwaar beschadigd tijdens Tweede Wereldoorlog |
| Uphusen              | Kerk van Uphusen               |            | Omstreeks 1440        | Hervormd        | Vervanging van eerdere kerk uit 13e eeuw, orgel van W.C.J. Höffgen (1825–1831)                                                                                                 |
| Upleward             | Kerk van Upleward              |            | Eerste helft 14e eeuw | Hervormd        | |
| Uttum                | Kerk van Uttum                 |            | 13e eeuw              | Hervormd        | Toren uit 1527, bronzen doopvont uit 1474, preekstoel uit 1580, orgel uit 1660                                                                                                 |
| Veenhusen            | Kerk van Veenhusen             |            | Omstreeks 1400        | Hervormd        | De kerk stond oorspronkelijk in Uphusen, afgebroken en in Veenhusen opnieuw opgebouwd, toren uit 1869                                                                          |
| Vellage              | Kerk van Vellage               |            | Omstreeks 1400        | Hervormd        | Enige bewaard gebleven kloosterrestant van de Johanniterorde, toren 15e/16e eeuw aangebouwd                                                                                    |
| Victorbur            | Kerk van Victorbur             |            | 1250                  | Luthers         | Losstaande toren 19e eeuw, retabel uit 1657, preekstoel uit 1697 |
| Visquard             | Kerk van Visquard              |            | Eind 13e eeuw         | Hervormd        | Toren rond 1300; in de 18e eeuw gewelven in het schip vervangen door hout, gewelf van het koor behouden, preekstoel uit 1729                                                   |
| Völlen               | Petrus en Pauluskerk           |            | 1451 !                | Luthers         | Klok uit 1330, retabel uit de 15e eeuw, toren uit 1559 |
| Völlenerkönigsfehn   | Christuskerk                   |            | 1907                  | Luthers         | |
| Warsingsfehn         | Jacobikerk                     |            | 1894                  | Luthers         | |
| Weene                | Sint-Nicolaaskerk              |            | Eind 13e eeuw         | Luthers         | |
| Weener               | Kerk van Weener                |            | 1492                  | Hervormd        | Oorspronkelijke kerk in 1230 als apsis gebouwd, in 1462 vergroot met een koor, diverse uitbreidingen, orgel van Arp Schnitger uit 1710, toren uit 1738                         |
| Weener               | Sint-Jozefkerk                 |            | 1842/1843             | Katholiek       | |
| Weenermoor           | Kerk van Weenermoor            |            | 1824                  | Hervormd        | De derde dorpskerk, twee voorgangers moesten wijken voor de turfwinning |
| Werdum               | Sint-Nicolaaskerk              |            | 1327                  | Luthers         | Koor uit 1476, toren uit 1763; preekstoel uit 1670, retabel en doopvont uit 18e eeuw                                                                                           |
| Westeraccum          | Petruskerk                     |            | Omstreeks 1270–1300   | Luthers         | Apsis met granieten fundament en baksteen. Het oorspronkelijke gewelf is bewaard. Preekstoel uit 1694                                                                          |
| Westerbur            | Kerk van Westerbur             |            | 1753                  | Luthers         | Gebouwd op de fundamenten van een voorganger, wellicht van tufsteen |
| Westerende-Kirchloog | Sint Martinuskerk              |            | Eind 13e eeuw         | Luthers         | Doopvont uit 12e/13e eeuw, retabel uit 1652, preekstoel uit 1737, orgel van Johann Friedrich Wenthin (1793)                                                                    |
| Westerholt           | Kerk van Westerholt            |            | Omstreeks 1250–1270   | Luthers         | Baksteenkerk gebouwd op granieten basis; preekstoel uit de 16e eeuw |
| Westerhusen          | Kerk van Westerhusen           |            | 15e eeuw              | Hervormd        | Toren uit de 13e eeuw; gotische fresco's; orgel van Jost Sieburg (1642–1643)                                                                                                   |
| Westochtersum        | Kerk van Westochtersum         |            | Omstreeks 1260–1290   | Luthers         | Doopvont uit de 13e eeuw, orgel van Christian Klausing (1734–1737), altaar uit 1740                                                                                            |
| Westrhauderfehn      | Kerk van Westrhauderfehn       |            | 1848                  | Luthers         | Klokkentoren uit 1885/1886 |
| Westrhauderfehn      | Sint-Bonifatiuskerk            |            | 1906                  | Katholiek       | Beeld van een Piëta uit circa 1480, wellicht afkomstig uit het opgeheven Franciskanerklooster in Aschendorf                                                                    |
| Wiegboldsbur         | Wibaduskerk                    |            | 13e eeuw              | Luthers         | Een van de zeven oorspronkelijke seendkerken van Brookmerland, bronzen doopvont uit 1496, orgel van Wilhelm Eilert Schmid (1818–1819)                                          |
| Wiesens              | Johannes de Doperkerk          |            | Midden 13e eeuw       | Luthers         | De klokken zijn tijdens de bouw van de kerk gegoten, het zijn de oudste nog in gebruik zijnde klokken in Oost-Friesland                                                        |
| Wiesmoor             | Kerk van Wiesmoor              |            | 1929–1930             | Luthers         | |
| Wirdum               | Kerk van Wirdum                |            | 14e eeuw              | Hervormd        | Avondmaalskelk uit 1592, preekstoel van Jacob Kröpelin (1699) |
| Wittmund             | Sint-Nicolaaskerk              |            | 1776                  | Luthers         | Vervanging van eerdere kerk, uit die oude kerk is een kroonluchter uit 1605 en het altaar uit 1653 bewaard gebleven                                                            |
| Wolthusen            | Kerk van Wolthusen             |            | 1784                  | Hervormd        | Vervanging van eerdere kerk, uit die kerk de avondmaalstafel uit 1611, de klok uit 1620 en de preekstoel uit 1648                                                              |
| Woltzeten            | Kerk van Woltzeten             |            | 1727                  | Hervormd        | Vervanging van eerdere kerk, fragment van doopvont uit omstreeks 1200 |
| Woquard              | Mariakerk                      |            | 1790                  | Luthers         | Vervanging van ingestorte kerk; Toren uit 1865, orgel van Hinrich Just Müller (1803–1804)                                                                                      |
| Wybelsum             | Kerk van Wybelsum              |            | 1700                  | Hervormd        | Kansel, avondmaalstafel, kerkbanken en klokken (uit 1494) stammen uit de kerk van het in 1699 in de Eems verdronken dorp Geerdswehr                                            |
| Wymeer               | Baptistenkapel Wymeer          |            | 1900                  | Baptisme        | |
| Wymeer               | Kerk van Wymeer                |            | 1886                  | Hervormd        | |